# Episema grueneri
Episema grueneri là một loài bướm đêm trong họ Noctuidae.